# Solenobia generosensis
Solenobia generosensis är en fjärilsart som beskrevs av Sauter 1954. Solenobia generosensis ingår i släktet Solenobia och familjen säckspinnare. Inga underarter finns listade i Catalogue of Life.